# Microgyniidae
Microgyniidae es una pequeña familia de ácaros perteneciente al orden Mesostigmata.

## Especies
Microgyniidae contiene dos géneros, con cuatro especies reconocidas:
- Genus Microsejus Trägårdh, 1942
  - Microsejus camini Trägårdh, 1942
- Genus Microgynium Trägårdh, 1942
  - Microgynium incisum Krantz, 1961
  - Microgynium rectangulatum Trägårdh, 1942
  - Microgynium brasiliensis Wisniewski & Hirschmann, 1993